# Egy makulátlan elme örök ragyogása
Az Egy makulátlan elme örök ragyogása (eredeti cím: Eternal Sunshine of the Spotless Mind) 2004-ben bemutatott amerikai romantikus sci-fi, melyet Charlie Kaufman forgatókönyvéből Michel Gondry rendezett. A főbb szerepekben Jim Carrey, Kate Winslet, Kirsten Dunst, Mark Ruffalo, Elijah Wood és Tom Wilkinson látható.

## Cselekmény
Egy érzelmileg sekélyes, „átlagos” életű férfi, Joel Barish és egy szabados, gátlások nélküli lány, Clementine Kruczynski furcsa kapcsolatával kezdődik a film, ahogy egy érdekes véletlen folytán találkoznak, majd összekötik életüket.
A románc új fordulatot vesz, amikor egy különleges technika segítségével Clementine egy kilengésében kitörölteti a fejéből a kapcsolat minden elemét, majd ezt Joel is megteszi.
A történet innen párhuzamosan fut tovább az alvó Joel tudatában és a valóságban. „Belül” Joel meggondolja magát, és igyekszik szerelme emlékét kétségbeesetten megmenteni, miközben „kívül” a tudósok a törlés végrehajtásán dolgoznak. A törlés végül sikerül, ám időközben az egyik tudósnő rájön, hogy belőle is kitörölték az egyik kollégájával való szerelmének emlékét. Felindultságában értesíti Joelt és Clementine-t arról, hogy mi történt velük, akik kapcsolatuk biztos kudarcának ismeretében mégis újra belekezdenek.

## Szereplők
| Szerep                | Színész           | Magyar hang    |
| --------------------- | ----------------- | -------------- |
| Joel Barish           | Jim Carrey        | Kerekes József |
| Clementine Kruczynski | Kate Winslet      | Pálfi Kata     |
| Stan                  | Mark Ruffalo      | Welker Gábor   |
| Rob                   | David Cross       | Szokol Péter   |
| Patrick               | Elijah Wood       | Csőre Gábor    |
| Dr. Mierzwiak         | Tom Wilkinson     | Csurka László  |
| Mary                  | Kirsten Dunst     |                |
| Carrie                | Jane Adams        | Árkosi Kati    |
| Hollis                | Deirdre O’Connell | Koffler Gizi   |

## Díjak és jelölések
A filmet sok díjra jelölték, ezek közül jó néhányat meg is nyert.
Kaufman, Gondry és Bismuth 2005-ben megkapták az Oscar-díjat a legjobb forgatókönyvért, ezenkívül:
- Az Australian Film Institute: Legjobb Külföldi Film
- BAFTA-díj filmdíjak közül: Legjobb vágó (megnyerte Valdís Óskarsdóttir), legjobb film, legjobb színész, legjobb színésznő, Legjobb Eredeti Forgatókönyv (megnyerte), Rendezői díj (megnyerte David Lean)
- Boston Society of Film Critics díja: Legjobb forgatókönyv (második hely)
- Czech Lions: Legjobb idegen nyelvű film
- César-díj: legjobb külföldi film
- Golden Globe-díj: legjobb musical vagy vígjáték, legjobb színész (komédia vagy musical), Legjobb színésznő (komédia vagy musical), legjobb forgatókönyv
- Gotham Award: Legjobb film
- Grammy-díj: Legjobb filmzene
- London Critics Circle: Az év brit színésznője (megnyerte), Az év forgatókönyvírója (megnyerte)
- National Board of Review: Legjobb eredeti forgatókönyv (megnyerte)
- Online Film Critics Society: Legjobb színésznő (megnyerte), Legjobb rendező (megnyerte), Legjobb vágás (megnyerte), Legjobb képek (megnyerte), Legjobb eredeti forgatókönyv (megnyerte), Legjobb színész, Legjobb képi beállítás, Legjobb eredeti score
- Screen Actors Guild Award: Legjobb színésznő
- Seattle Film Critics: Legjobb eredeti forgatókönyv (megnyerte)
- Toronto Film Critics Association: Legjobb rendező (megnyerte), Legjobb forgatókönyv (megnyerte)
- Writers Guild of America Award: Legjobb eredeti forgatókönyv (megnyerte)